# Isidoro Bugallal
Isidoro Bugallal Araújo, nacido en Puenteareas el 3 de septiembre de 1854 y fallecido en Madrid el 14 de abril de 1914, fue un abogado, político y escritor gallego. 

## Trayectoria
Hijo de José Ramón Bugallal Muñoz y nieto del periodista Isidoro Araújo. Estudió el bachillerato en Pontevedra y se licenció en Derecho por la Universidad de Santiago de Compostela. En 1883 se trasladó a Madrid e ingresó en el cuerpo de Registradores de la Propiedad.
Fue diputado provincial y fue elegido diputado a Cortes por el distrito de Puenteareas en las elecciones de 1903, 1905, 1907 y 1910 y por el distrito de Orense en las elecciones de 1914. Colaboró en el Faro de Vigo, La Correspondencia Gallega y El Universo. Fue elegido académico correspondiente de la Real Academia Gallega.

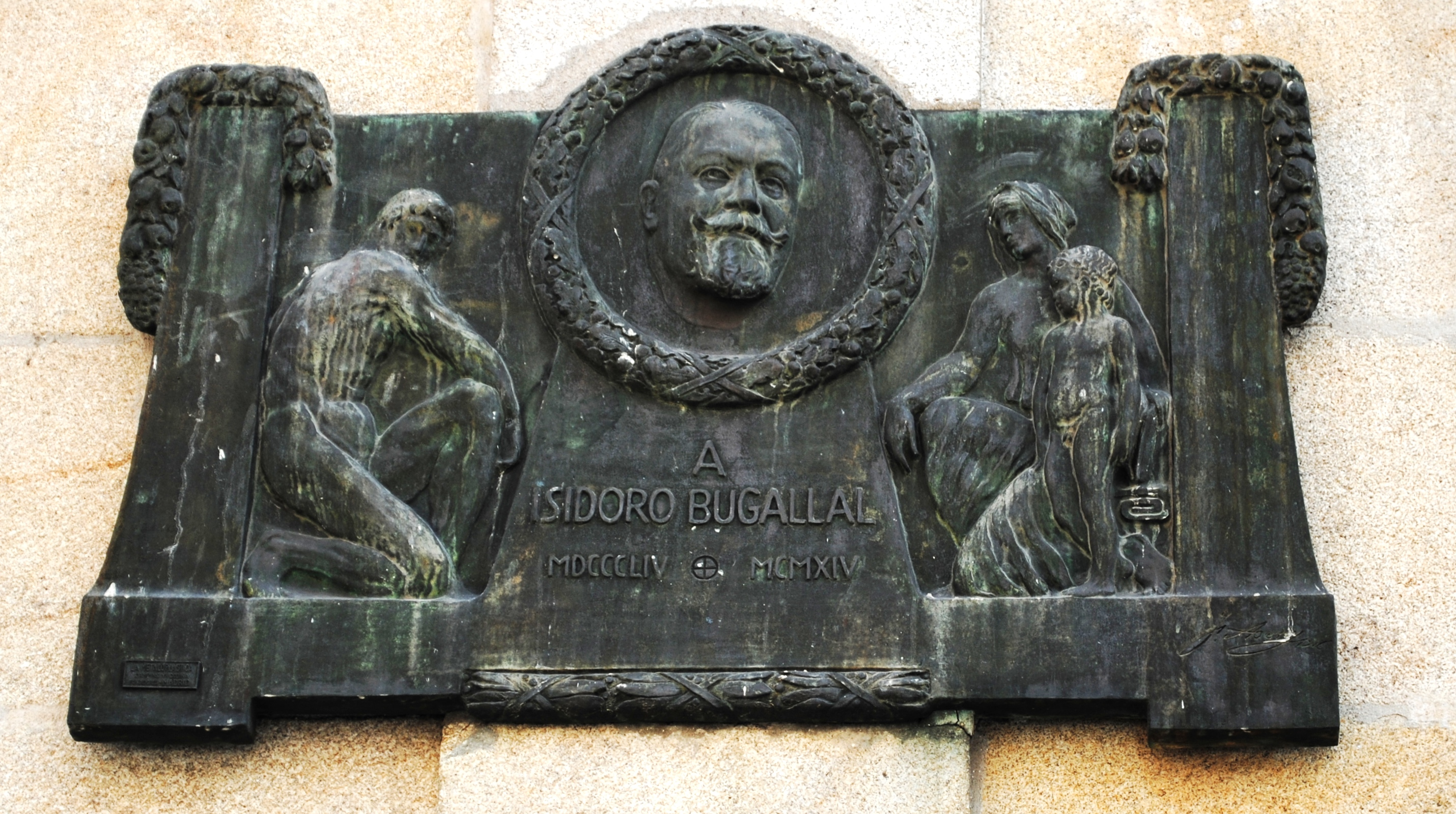
Placa en Puenteareas

Gracias a su generosidad se construyó el edificio de las Escuelas Graduadas de Puenteareas, que ocupó el Museo Municipal y ahora ocupa el Conservatorio Municipal.

## Vida personal
Se casó con María Pérez de Castro Martínez, hija de Evaristo Pérez de Castro Brito, y fue padre de Javier Bugallal Pérez de Castro. María falleció en 1892 e Isidro se casó en segundas bodas con Pilar Marchesi Buhigas (1894); de este matrimonio tuvo como hijo al periodista José Luis Bugallal Marchesi.

## Obras
- Dos semblanzas de Cánovas, 1898.
- Suiza española. Paseando por Galicia, 1903.
- Notas políticas. Antes y después del Desastre, 1908.

### Otros artículos
- Gabino Bugallal Araújo